# Epic house
Epic house, dance mix – współczesna odmiana muzyki tanecznej, wywodząca się z muzyki house powstała w latach 90. XX wieku, niekiedy nazywana jej komercyjną odmianą. Utwory zazwyczaj śpiewane, posiadające wyraźną linię melodyczną, niemal zawsze szybkie i rytmiczne. Bardzo często nagrania tego gatunku to covery lub remiksy starszych przebojów (w praktyce zazwyczaj z lat 80).
Wybrani przedstawiciele epic house: DJ Sammy, Groove Coverage, Novaspace, Vinylshakerz.